# 제트포유
제트포유(영어: Jet4you)는 모로코의 저비용 항공사로 총 38개 노선을 취항하고 있다. 본사는 모로코 카사블랑카에 위치해 있으며 2006년에 설립했다. 또한 사용하고 있는 허브 공항으로 모하마드 V 국제공항이 있다.

## 역사
2006년에 설립되어 같은 해 2월 26일 운항을 시작했다. 독일에 위치한 유럽 최대 여행사인 TUI 그룹의 영국의 자회사인 TUI 트래블 PLC가 40%를 보유하는 최대 주주가 되어 적극적으로 유럽 노선 확장했다. 2008년 6월 17일에 TUI 트래블 PLC가 회사 지분 100%를 인수했다. 2012년 1월 10일 구조 조정 일환으로 벨기에의 저비용 항공사인 제트에어 플라이와 합병을 추진 한다고 발표했으며 같은 해 4월에 제트에어 플라이에 합병했다.

## 보유 기종
- 2012년 4월 기준으로 제트포유는 다음과 같은 기종을 보유하고 있다.[3]

## 사진

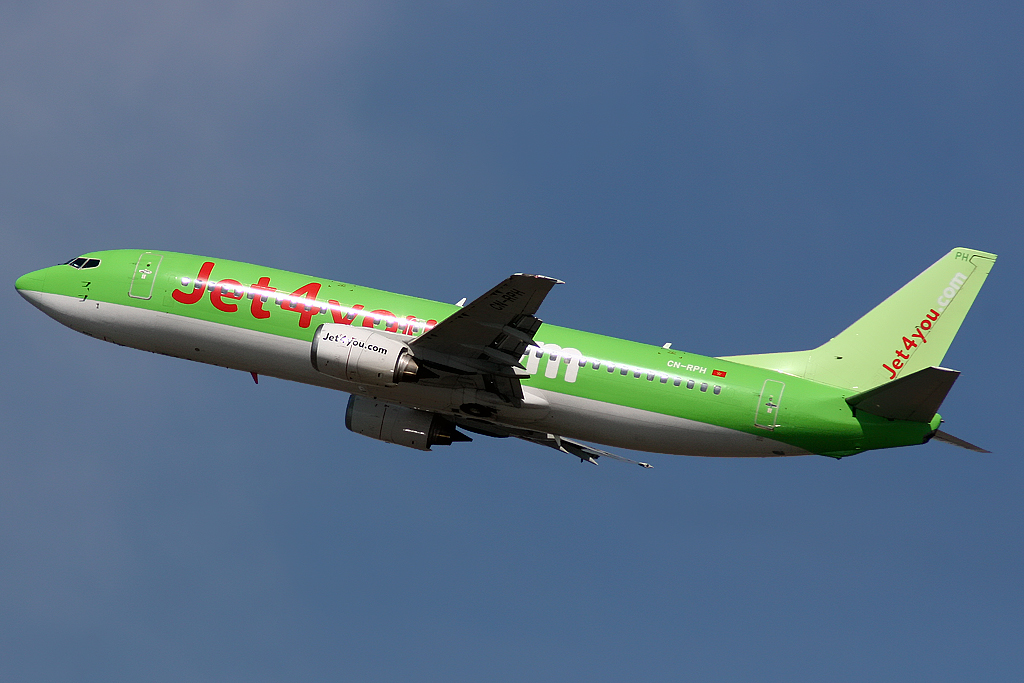
제트포유의 보잉 737-800